# Jean Luillier
Jean Luillier, seigneur d'Orville et d'Augerville, président à la chambre des comptes de Paris, il fut pourvu de la charge de prévôt des marchands de Paris de 1592 à 1594. 

## Biographie

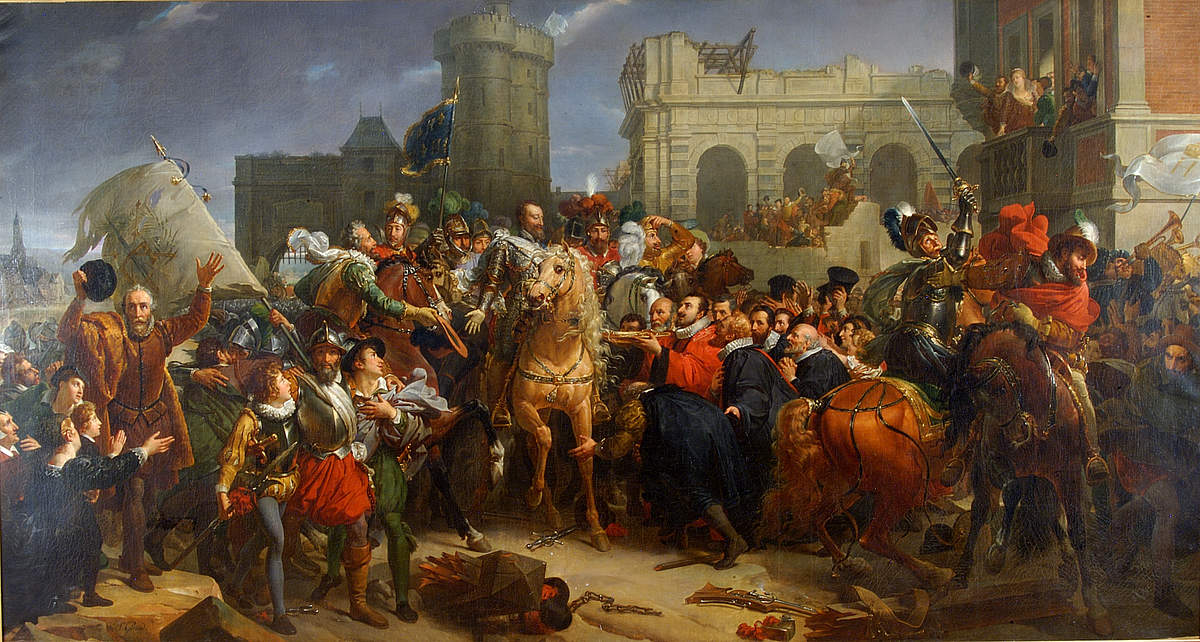
Le prévôt des marchands de Paris Jean Luillier (en rouge sur le tableau) remet les clefs de la ville à Henri IV.

Il est le petit-fils du prévôt Eustache Luillier, le neveu du prévôt Jean Luillier (-1588) et le cousin germain du prévôt Nicolas Luillier. Ils donnèrent leur nom à la rue Lhuillier à Paris.

## Source
- Encyclopédie Méthodique. Histoire, volume 3, 1788